# Киклоп (Еврипид)
«Киклоп» (др.-греч. Κύκλωψ, Kyklōps) — сатировская драма древнегреческого драматурга Еврипида, единственный сохранившийся полностью образец этого жанра. Исследователи строят разные предположения о времени создания пьесы.

## Сюжет
Сюжет «Киклопа» основан на IX песне «Одиссеи» Гомера, в которой главный герой попадает в пещеру Полифема. Тот оказывается людоедом и съедает нескольких спутников Одиссея, но последнему удаётся ослепить киклопа и бежать. Известны ещё две пьесы с тем же названием: комедия сицилийца Эпихарма (начало V века до н. э.) и сатировская драма афинянина Аристия (середина V века до н. э.), но от них ничего не осталось, так что выяснить степень их влияния на Еврипида невозможно.
В силу специфики жанра события в «Киклопе» выглядят иначе, чем у Гомера. Одиссей, прибыв на Сицилию (именно там живёт Полифем, а не на неизвестной сказочной земле), застаёт там сатиров, схваченных когда-то киклопом и обращённых в рабство. Их присутствие придаёт всему происходящему комический оттенок. Прибытие Одиссея и ослепление Полифема происходит, согласно сценическим законам, в один и тот же день, тогда как в поэме проходит более двух суток. Место действия — пространство перед пещерой, а не внутри неё, поэтому Одиссей ослепляет Полифема не для того, чтобы выбраться на свободу, а из мести за убитых и съеденных товарищей. Мстить ему приходится в одиночку, так как трусливые сатиры в последний момент отказываются в этом участвовать.
Полифем в изображении Еврипида заметно больше похож на человека, чем гомеровский персонаж. Он наслышан о Троянской войне, довольно болтлив и даже склонен к философским рассуждениям. Существует мнение, что драматург, создавая этот образ, пародировал софистов, так что в «Киклопе» могли быть элементы сатиры.
За комическую составляющую в пьесе отвечал в первую очередь Силен — отец сатиров, пьяница, лжец и трус, готовый униженно прислуживать Полифему и льстить ему. Одиссей даже в сатировской драме ведёт себя серьёзно, как трагический герой, и это создаёт комический диссонанс с поведением остальных персонажей, которые весьма иронически относятся, например, к Троянской войне.

## Судьба пьесы
Дата написания и первой постановки «Киклопа» неизвестна (как и состав драматического цикла, в который автор мог включить эту пьесу). Антиковеды выдвигают разные гипотезы во временном диапазоне от конца 440-х годов до н. э. до последних лет жизни Еврипида, опираясь на определённые особенности стиля и метрики либо на гипотетические отсылки к реальным событиям (например, к Сицилийской экспедиции Афин).
Текст «Киклопа» сохранился. Эта пьеса остаётся единственной полностью уцелевшей сатировской драмой, и долгое время она была единственным произведением, по которому исследователи могли судить о жанре. Только в 1913 году была обнаружена почти половина текста «Следопытов» Софокла, а в 1940-х годах начали появляться отдельные фрагменты сатировских драм Эсхила. Учёные констатируют, что «Киклоп» является не вполне типичной сатировской драмой: Еврипид явно не любил этот жанр и работал в нём неохотно, а отступления на злободневные темы звучат слишком серьёзно для пьесы с сатирами. 

## Издание на русском языке
- Еврипид. Киклоп. Перевод И. Ф. Анненского // Еврипид. Трагедии. М.: Искусство, 1980. Т. 1. С. 473—509.